# Chuck Cooper
Charles H. Cooper, dit Chuck Cooper , né le 29 septembre 1926 à Pittsburgh en Pennsylvanie et mort le 5 février 1984 dans la même ville est le premier joueur de basket-ball noir Afro-Américain drafté (ou repêché au Canada) dans la National Basketball Association (NBA).

## Premier joueur noir de la NBA

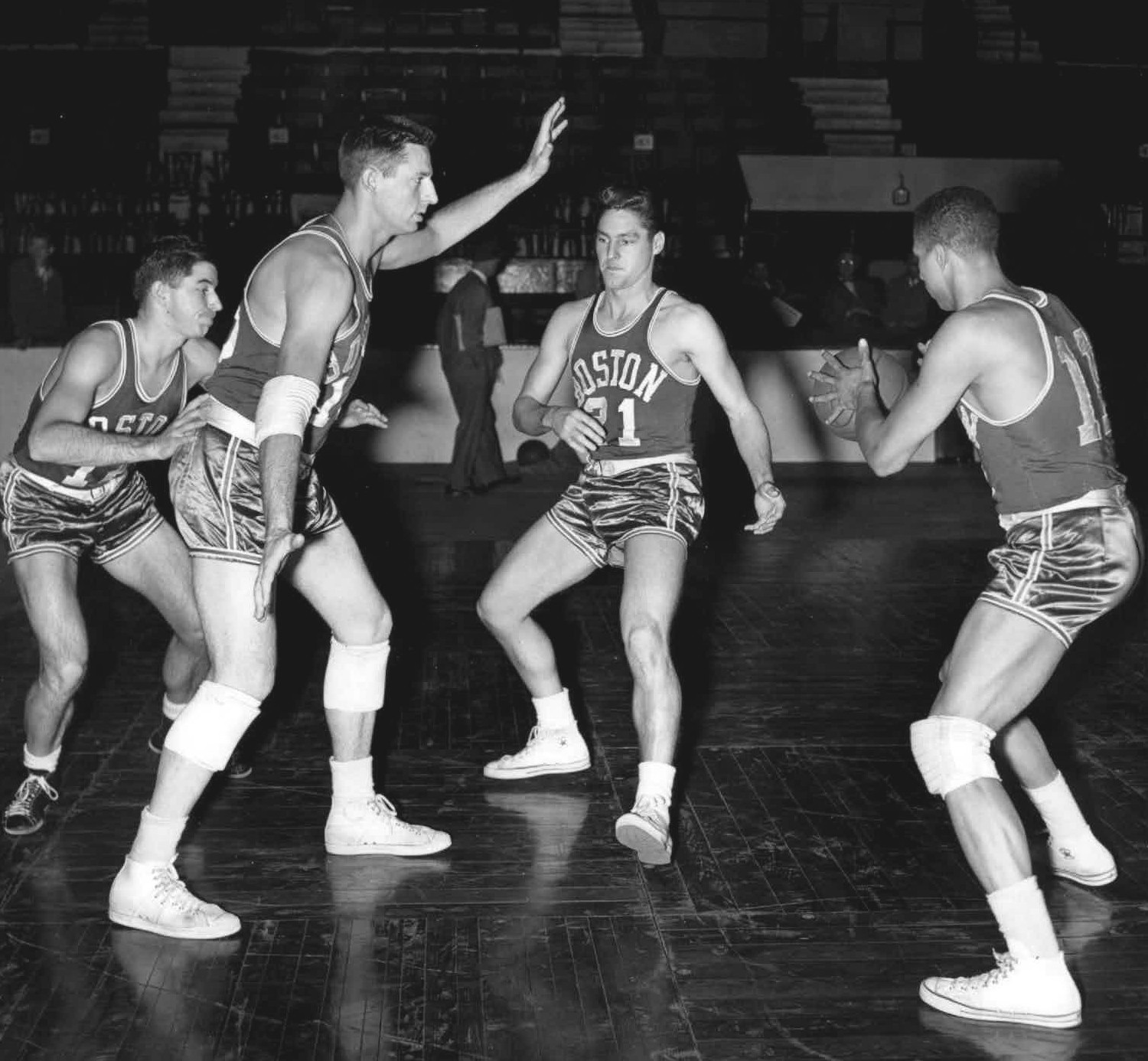
Les Celtics de Boston en 1953-1954 avec de gauche à droite Bob Donham, Ed Mikan, Bill Sharman et Chuck Cooper.

Chuck Cooper est l'un des trois joueurs qui peut briguer le qualificatif de premier joueur noir de la NBA, chacun remplissant un critère permettant d'être qualifié ainsi :
- Cooper est le premier noir sélectionné par une équipe de la NBA, les Celtics de Boston en 1950.
- Peu de temps après, Nat Clifton est le premier joueur noir à signer un contrat avec une équipe de la NBA : les Knicks de New York.
- Finalement, au début de la saison 1950-51, Earl Lloyd est le premier noir à jouer lors d'un match de la NBA sous les couleurs des Capitols de Washington, le 31 octobre 1950 car son équipe jouait son premier match de la saison avant celle des deux autres.

En 2019, il est intronisé au Basketball Hall of Fame, quelques années après les deux autres.
Son coéquipier aux Celtics Bob Cousy raconte qu'un soir à Raleigh, en Caroline du Nord en 1952, Chuck Cooper n'a pas été autorisé passer la nuit dans un hôtel ségrégué avec le reste de l'équipe et décide de prendre un train de nuit pour New York, lieu de la prochaine rencontre, mais que Cousy choisit de l'y accompagner par le même mode de transport.

## Carrière
Après avoir joué pour l'école secondaire de Westinghouse à Pittsburgh et pour les universités de Duquesne et de West Virginia State University, Cooper est  recruté par l’entraîneur Red Auerbach des Celtics de Boston.
Cooper a une belle carrière dans la NBA. Il joue quatre ans avec les Celtics puis est échangé aux Hawks de Milwaukee pour finalement terminer sa carrière avec les Pistons de Fort Wayne.
Durant sa carrière dans la NBA, Cooper joue 409 matchs, marqué 2 715 points pour une moyenne de 6,5 points par match et prend 2 439 rebonds (5,9 rebonds par match), alors que les contres, les interceptions et les ballons perdus n'étaient pas comptés et que les tirs à trois points n'existaient pas encore.